# Syzygium corynanthum
Syzygium corynanthum,  es una especie de árbol perteneciente a la familia de las mirtáceas.

## Distribución y hábitat
Es un árbol común de Australia, que crece cerca de Taree, Nueva Gales del Sur (31 ° S) hasta Queensland subtropical. Nombres comunes incluyen Cereza agria (Sour Cherry) y Satinash de Killarney. El hábitat de Syzygium corynanthum es el bosque templado húmedo en suelos basálticos o aluviales fértiles.

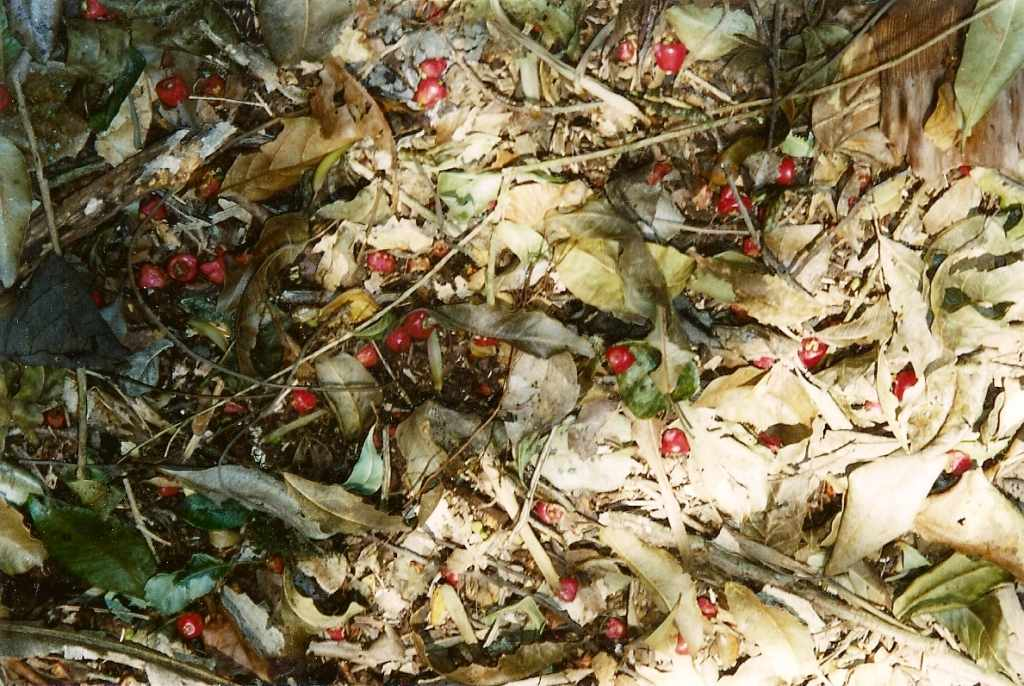
Syzygium corynanthum – Fruto en el suelo del bosque lluvioso, al oeste del poblado de Nambucca Heads en Nueva Gales del Sur.

## Descripción
Syzygium corynanthum es un árbol de talla mediana, que ocasionalmente alcanza 30 metros de altura y unos 90 cm de diámetro en el tronco. La corona del árbol tiene una apariencia oscura y llena. La corteza es gris y escamosa, con numerosas depresiones causadas por la muda de las escamas de la corteza. La nueva corteza es de color verde claro a café claro. Syzygium corynanthum está ligeramente ensanchado en la base. Las hojas son opuestas, simples, enteras, ampliamente elípticas, de 5 a 13 cm de largo. Redondas o retraídas a una punta roma en el tallo de la hoja . Contienen numerosos puntitos aceitosos, las hojas miden aproximadamente cinco cm de diámetro. Los tallos de las hojas miden 6 mm de largo.
Las flores están en densas panículas cortas, la mitad de lo largo de las hojas o menos. De dos a diez flores en los extremos de los ramilletes o en las horquillas de las hojas. El cáliz tiene forma de copa o de embudo, de 13 mm de largo, produciendo cuatro anchos lóbulos alrededor de su borde. Los pétalos son cremosos, son cuatro en número, y aparecen de abril a julio.
El fruto madura de septiembre a diciembre, siendo una baya roja, más ancha hacia la punta que en la base con cuatro lóbulos persistentes del cáliz rodeando una cavidad central en la cima del fruto, del cual el estilo usualmente sobresale. El sabor del fruto no es particularmente agrio, como el nombre común podría sugerir.

## Cultivo
La germinación de la semilla es lenta, comenzando a los 40 días, y completándose después de 200 días. El fruto es propenso al ataque de insectos. Se recomienda sumergir las semillas en agua para ahogar las larvas de los insectos. Los frutos son comidos por muchas aves del bosque, incluyendo la paloma wompoo de la fruta y la ave gato.

## Taxonomía
Syzygium corynanthum fue descrita por (F.Muell.) L.A.S.Johnson y publicado en Contributions from the New South Wales National Herbarium 3: 99. 1962.
Etimología
Syzygium: nombre genérico que deriva del griego: syzygos y significa "unido, reunido"
corynanthum: epíteto latíno que significa "con flores agrupadas"
Sinonimia
- Eugenia corynantha F.Muell.
- Eugenia punctulata F.M.Bailey	[4]